# Scoliocephalus pallidisetis
Scoliocephalus pallidisetis är en tvåvingeart som beskrevs av Becker 1903. Scoliocephalus pallidisetis ingår i släktet Scoliocephalus och familjen vattenflugor. Inga underarter finns listade i Catalogue of Life.